# سیاه‌مرغ جامائیکا

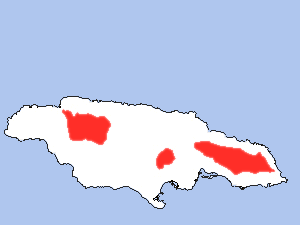
پراکندگی سیاه مرغ در جامائیکا

سیاه‌مرغ جامائیکا (نام علمی: Nesopsar nigerrimus) نام یک گونه از تیره سیاه‌پره‌ایان است.